# Saab 21
Saab 21 (FV-typnummer: flygplan 21, kort fpl 21) var ett svenskt stridsflygplan tillverkat av Svenska Aeroplan Aktiebolaget (SAAB) som ingick i det svenska flygvapnet mellan åren 1945 och 1953. Planet ritades ursprungligen av Svenska Järnvägsverkstädernas Aeroplanavdelning (ASJA) innan de fullt övertagits av SAAB och hade ursprungligen projektnamnet L-13, senare ändrad till L-21. Tre huvudversioner projekterades: 21A, 21B och 21R, den senare en reaktionsdriven version känd som Saab 21R, och planet kom att byggas i två typversioner: jaktflygplan och attackflygplan (det senare ursprungligen avsett som dykbombflygplan).
Saab 21 hade en mycket ovanlig konfiguration. Den var utformad med en skjutande propeller och dubbel stjärtbom; detta för att ge piloten bättre sikt och frigöra nosen för kraftigare beväpning och nosställ. Den skjutande propellern kom dock med nackdelar såsom undermålig motorkylning och blockering av manuellt nödutsprång i luften. Kylningsproblemen löstes aldrig helt men nödutsprång löstes genom implementeringen av en revolutionerade katapultstol med krutladdning. Saab 21 blev således det första flygplanet i världen att använda en sådan katapultstol; tidigare exempel använde tryckluft. Planet var väl bestyckat för sin storlek och mycket stabil i luften. Dess flygegenskaper och flygprestanda var i helhet mycket bra så länge rätt förhållanden hölls. Planet var mycket manöverbart, hade förhållandevis bra stighastighet och kunde komma upp i hastigheter över 900 km/t under dykning. Den undermåliga motorkylningen gjorde det dock problematiskt att upprätthålla den motoreffekt som behövdes för att fullt utnyttja dess flygprestanda i strid. Under fredstid begränsades även dess max tillåtna dykhastighet till 700 km/t av säkerhetsskäl.

## Historik
Under slutet av 1930-talet var svenska flygvapnet i stort behov av jaktflygplan. Flygvapnet försökte importera så många flygplan som möjligt då den svenska flygindustrin var underutvecklad för effektiv egenproduktion av jaktflygplan. Trots detta var flera svenska flygföretag villiga att konstruera och bygga egna jaktflygplan vilket ledde till ett flertal jaktflygplansprojekt, till exempel P3 Sparmann E4, Saab 19 och Götaverken GP9.
Vid slutet av 1940-talet var enbart Saabs projekt fortfarande aktuellt. Saab 19 använde den brittiska motorn Bristol Taurus som var en kraftfull motor för sin tid, eftersom även den svenska flygmotorindustrin vid denna tid var underutvecklad. Vid krigsutbrottet 1940 vägrade Storbritannien sälja motorn till Sverige, vilket blev slutet för produktionen av Saab 19. På grund av detta behövde Saab konstruera ett nytt jaktflygplan baserat på en motor från axelmakterna då dessa fortfarande höll öppen marknad. Konceptet för Saab 21 påbörjades för att fylla detta behov.
Konceptet ritades av chefen för Saabs beräkningsavdelning, Frid Wänström. Planet hade ovanlig formgivning med dubbla stjärtbommar, skjutande propeller och noshjul, något som planet till slut kom att bli först med i det svenska flygplanet. Motorn var tänkt att vara en Daimler-Benz V12. Planets utformning gav god sikt åt piloten, men medförde kylproblem för motorn och propellern kunde skada piloten om han behövde lämna flygplanet i luften. Därför utvecklade Saab en krutdriven katapultstol som sköt ut piloten över det farliga propellerfältet. Saab tog inga patent på denna anordning, vilket ledde till dispyter med den engelska tillverkaren Martin Baker, som senare patenterade katapultstolen.
Flygvapnet beställde tre provflygplan där det första flögs 30 juli 1943 av Saabs provflygare Claes Smith. Starten skedde efter noggrann markutprovning, men Saab-fältet var lite för kort och planet lyfte först i fältkanten vilket vållade skador på landstället. Vid landningen på F 3 Malmslätt vek sig därför huvudhjulen.
Flygvapnet beställde 298 flygplan i tre varianter (1 till 3), vilka levererades 1945–1949.
Eftersom Saab 21 var Flygvapnets första flygplan med noshjul modifierades tre Sk 14 med noshjulsställ för pilotutbildning. Inofficiellt fick dessa beteckningen Sk 14N.
I och med freden 1945 fick Sverige tillgång till utländska jetmotorer. Flygvapnet beslöt att undersöka om man kunde förse Saab 21 med en jetmotor. Idag finns 3 bevarade plan av typen Saab 21. Se Saab 21R.

## Varianter

### SAAB 21 A-1 & A-2
J 21A-1 och det snarlika J 21A-2 var propellerdrivna jaktflygplan ämnade för luftförsvar. Det första serieflygplanet av J 21 flög första gången 20 december 1944. Ett tiotal flygplan placerades på Svea flygflottilj (F 8) för utprovning och utvärdering av stridstaktik 1945–1946. Utvärderingen visade att flygplanet var lämpligt för offensiva uppdrag men att placeringen av motorn förde med sig problem med kylningen. I samband med konstruktionen av J 21 var Saab tvungna att ta fram en katapultstol så piloten kunde skjutas ut utan att bli skadad av den skjutande propellern.
År 1946 beväpnades Göta flygflottilj (F 9) som första flottilj med J 21.  Utplaceringen följdes av Kalmar flygflottilj (F 12) som bytte ut sina B 17 mot J 21. Sista flottilj att ta J 21 i drift blev Hälsinge flygflottilj (F 15) som 1946 erhöll flygplanet som sin första huvudtyp.
Ursprungligen var det tänkt att flygplanet skulle tillföras åtta flottiljer, men eftersom det inte fungerade bra som jaktplan avbröts tillverkningen av J 21. Saab fortsatte med att tillverka flygplanet för attackrollen, där dess dåliga stigförmåga och tröga manövrering inte spelade så stor roll.
Flygvapnet övervägde därpå en omkonstruktion av J 21, eftersom flygplanets stora yta i nosen rymde många vapen och freden 1945 medförde tillgång till utländska jetmotorer. Flygvapnet beslöt då att undersöka om det skulle gå att förse J 21 med en jetmotor. Se J 21R
55 individer J 21 genomgick en mindre modifiering så att flygplanet även skulle klara attackuppdrag inleddes (se vidare SAAB 21 A-3).
Flygplanet fick även en rad smeknamn bland annat ”Saabs fullträff med två bommar” eller ”Tvestjärten” med syftning på flygplanets två stjärtbommar.

### SAAB 21 A-3
B 21-3, senare A 21-3, var ett propellerdrivet dykbomb- och attackflygplan baserat på J 21A-2. Efter att J 21 kommit ut på Svea flygflottilj (F 8) för utprovning, insåg Flygvapnet att flygplanstypens utformning och andra karakteristiska egenskaper gjorde det lämpligt även som bombflygplan. Därför beställdes 120 individer av B 21A-3 för att förse Västgöta flygflottilj (F 6) och Skaraborgs flygflottilj (F 7) med dykbombflygplan; 66 stycken till F 6 och 54 stycken till F 7. Saab 21A-3 skilje sig från A-2 huvudsakligen i en tung bombbalk på buken och fyra lätta bombfästen under vingarna där fälltankar annars kunde sitta. För bombfällning fanns ett SAAB BT-9 dykbombsikte som automatiskt beräknade fällningsdata och därmed förenklade bombfällningen och ökade träffsäkerheten.
Första leveransen av B 21 ägde rum 1947 till Skaraborgs flygflottilj, som kom att använda flygplanstypen i begränsad omfattning. B 21 blev 1948 huvudtyp vid Västgöta flygflottilj, som under en period var den enda flottiljen som opererade med B 21.
Redan innan flygplanen hade levererats beslöt flygvapnet att upphöra med ålderdomliga bombflygplan och i stället satsa på attackflygplan. Detta var inte bara var en benämningsfråga, utan rörde också den nya typen av taktik som infördes i och med att robotar och raketer infördes i vapenarsenalen. Flygplanet kallades B 21 fram till slutet av 1940-talet när det från 1949 började modifierades med förmågan att bära attackraketer och därefter erhöll beteckningen A 21. Raketställen monterades under yttervingarna och fanns i två varianter: ett för fyra stycken lätta raketer per vinge och ett för en tung raket per vinge. Från 1951 introducerades även vingspetstankar som kunde armeras och fällas som brandbomber (de kunde även fyllas med napalm).

### SAAB 21 B

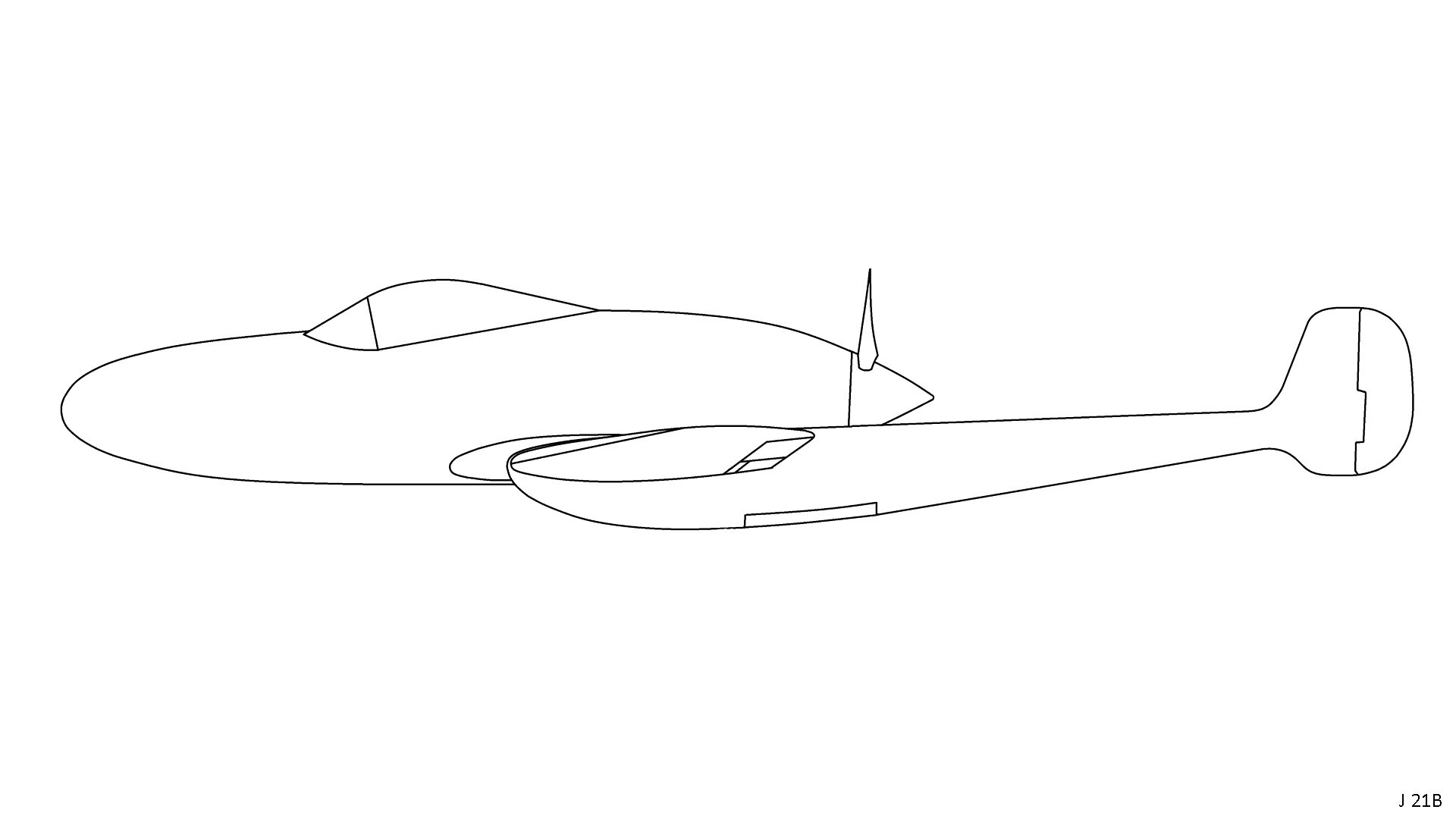
J 21B profil

J 21B skulle vara Sveriges sista propellerdrivna jaktflygplan innan man gick över till jetflygplan. Den tävlade mot Saabs Spitfire-liknande L 27. J 21B skulle haft en bubbelformad cockpithuv liknande den på P-51 och en mycket kraftfullare motor. 
Först försökte man köpa DB 605E från Tyskland, men på grund av kriget gick affären om intet. Man försökte även köpa Griffon-motorer från Storbritannien men motorn var inte klar innan krigsslutet. Man bestämde sig i slutändan för att använda den svenska DB 605B-motorn med 100-oktans bränsle för att få upp effekten till 1 700 hästkrafter. Man hade även föreslagit SFA:s 2 300 hk H-motor men eftersom motorn inte hade byggts ännu på grund av SFA:s arbete på STWC-3 och DB 605B, så låg förslaget inte uppe länge.
När jetmotorer blev tillgängliga bestämde man sig istället för att försöka utveckla ett nytt jaktflygplan med reamotordrift, samt konvertera gamla J 21 med reamotorer. J 21B-projektet lades ner för J 21R och JxR projektet.

## Beväpning

### Automatkanoner
J 21 var det första flygplanet i det svenska flygvapnet beväpnad med en 20 mm automatkanon. Idén att använda 20 mm automatkanoner på svenska stridsflygplan hade funnits sedan början av 1940-talet då Sverige köpte ett större antal 20 mm HS.404 automatkanoner för luftvärn som fick beteckningen 20 mm LvAkan m/41. Dessa kanoner var tillverkade i Schweiz och skulle från början skickas till Frankrike för att monteras i flygplan men efter tyska ockupationen av Frankrike behövde de säljas till någon annan. Eftersom LvAkan m/41 från början skulle monteras i flygplan började det svenska flygvapnet fundera på ifall de kunde användas i framtida svenska flygplan. Ett av de första idéerna var att använda dessa i Saab 24 men projektet blev aldrig realiserat och man bestämde sig för att försöka använda dessa på Saab 21. 
LvAkan m/41, nu kallad bara Akan m/41, var ökänd för att få eldavbrott och dessutom fick den slut på ammunition efter bara 5 sekunder då den bara kunde ta ett 60-patroners trummagasin. Bofors började därför arbeta på en välfungerande bältmatad 20 mm automatkanon som sköt samma ammunition som Akan m/41. Dock tog det projektet längre tid än väntat och Akan m/41 kom i tjänst på Saab 21. Automatkanonen monterades i nosen på planet med trummagasinet monterat till höger (från pilotens ögon). Denna variant av Saab 21 kom att kallas J 21A-1. 
Dock blev Bofors konstruktion klar i tid för produktionen av den andra varianten av Saab 21, nämligen J 21A-2. Bofors 20 mm automatkanon, som fick beteckningen 20 mm automatkanon m/45 var större än akan m/41 men kunde lätt monteras i J 21A-2 med en ny lavett. Ammunitions problemet var nu löst och J 21A-2 kunde ta ett regnbågsformat magasin som innehöll 140 patroner. 20 mm akan m/45 fungerade bra och kom att göra tjänst på J 21A-3 och J 21R.
Förutom 20 mm automatkanonen var Saab 21 även beväpnad med 4 stycken 13,2 mm automatkanon m/39. Dessa var det svenska flygvapnets primära automatkanoner under andra världskriget. Denna automatkanon hade klenare kaliber än den vanligaste typen av automatkanoner under andra världskriget vilket var 20 mm. Gränsen för automatkanoner gick vanligen vid 20 mm och dessa skulle därför klassas som tung kulspruta utanför Sverige. Anledningen till att de fick beteckningen automatkanon i Sverige är för att de till skillnad från tunga kulsprutor som 12,7 mm M2 Browning som har en väldigt liknande kaliber primärt sköt högexplosiv ammunition. 13,2 mm akan m/39 var dock ett modernt och effektivt vapen. Den hade en eldhastighet av 1 080 skott i minuten vilket var 200–400 mer än de snabbaste automatkanonerna med 20 mm kaliber som användas runt om i världen. De högexplosiva kulorna hade mycket hög utgångshastighet och kunde enkelt skjuta ner alla typer av flygplan. Allt detta gjorde akan m/39 ett mycket effektivt vapen att montera på flygplan. Saab 21 hade 4 stycken monterade, två i nosen och en i varsin bom. Det regnbågsformade nosmagasinet för akan m/39 hade 350 patroner per vapen och vingmagasinen hade 325 patroner per vapen.
När J 26 kom i tjänst valde man även att försöka ersätta all 13,2 mm ammunition med 12,7 mm ammunition som användes till J 26:ans Browning-kulsprutor. Detta var på grund av att man kunde köpa in massvis med billig ammunition från USA. Därför valde man att omborra alla 13,2 mm akan m/39 till 12,7 mm och detta kom att göras på alla Saab 21's 13,2 mm akan m/39. Modifieringarna gjordes under en längre tid och det fanns J 21 som fortfarande använde 13,2 mm beväpning 1949.

### Kulsprutor

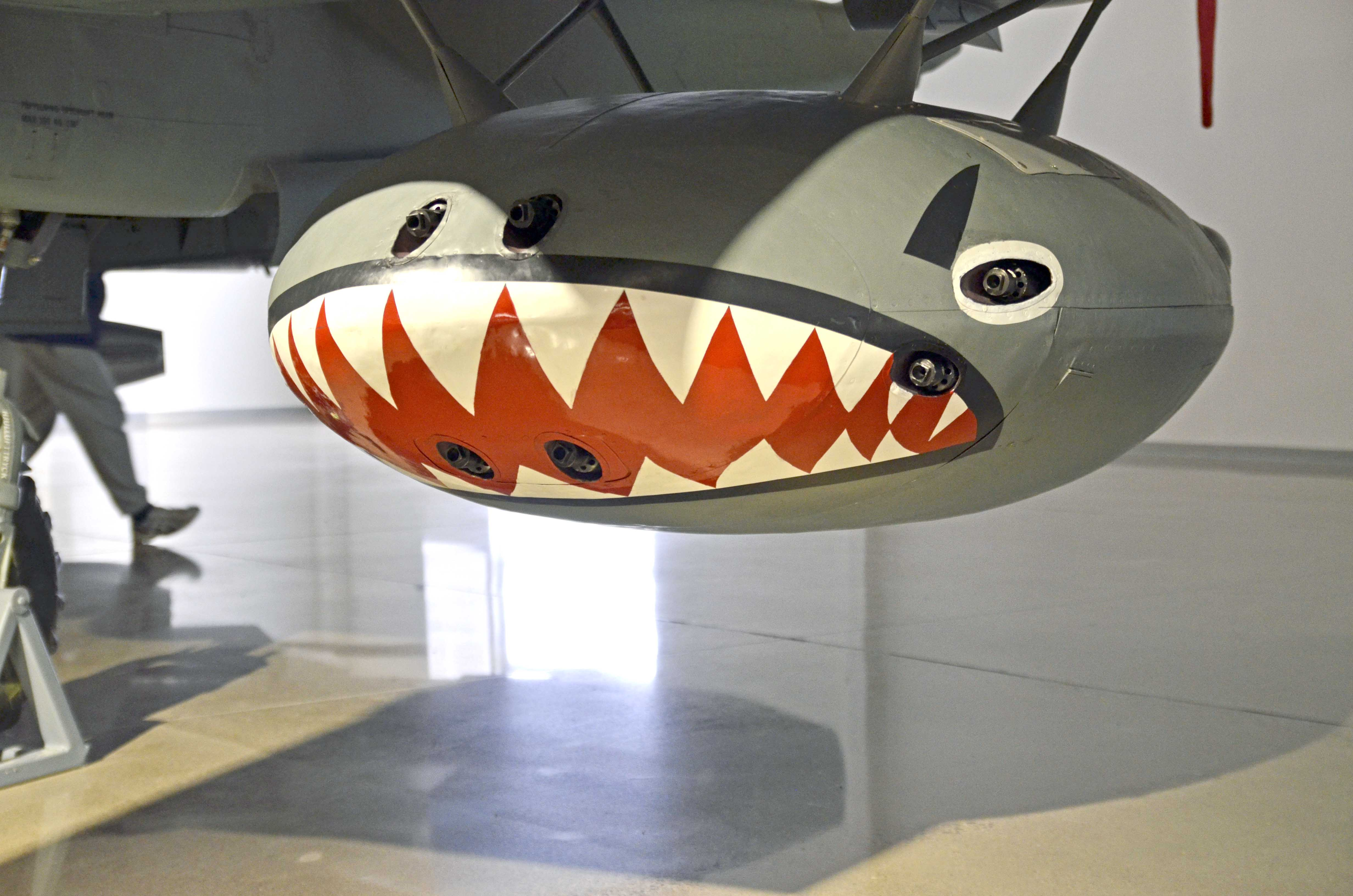
Vapenkapseln "Paddan". Kapseln hade åtta stycken 8 mm ksp m/22 med 800 skott per kulspruta. Ammunitionen fanns i två magasin som leddes med bandledare till vapnen. Dessa var placerade mellan ögon och näsborre på vardera sida.

Kulsprutor användes som träningsvapen på Saab 21. Man ersatte de två nosmonterade 13,2 mm automatkanonerna med 2 stycken 8 mm ksp m/22. Dessa monterades i samma lavetter som akan m/39. De fästes i de ordinarie vapnens fästpunkter. Vid den bakre infästningen tillkom ett särskilt fäste medan den främre infästningen använde samma fäste som akan m/39. Dessa kulsprutor behövde ett speciellt magasin för att fungera. Detta magasin var likt det regnbågsformade magasinet för 20 mm akan m/45 och akan m/39 men höll 700 stycken 8 mm patroner per kulspruta.
Förutom träningsvapen testades även kulsprutor i en vapenkapsel kallad paddan på J 21A-3. Denna var menad för användning på J 21R men kan ha sett mindre användning hos J 21A-3. Paddan höll åtta 8 mm ksp m/22 vilket gav Saab 21 en bestyckning på totalt tretton pipor. Vid beskjutning av telegrafstolpar skalades telegrafkabeln av ända in till koppartråden och stolparna blev till flis. Paddan hade 800 patroner per kulspruta.

### Flygbomber
B 21A-3, senare kallad A 21A-3, kunde montera bomber för att genomföra attackuppdrag. En tung bomb i storlek 250–600 kg kunde monteras på en centralt placerad bombbalk mellan bommarna och 2 till 4 lätta bomber i storlek 50 kg kunde med tillsatsstöd monteras under vingarna. En hel del olika bomber kunde monteras. Här är en lista med de bomber som kunde monteras.
Tunga bomber:
- 250 kg minbomb m/37
- 250 kg sprängbomb m/40
- 250 kg Övningsbomb m/40
- 500 kg minbomb m/41
- 600 kg minbomb m/50

Lätta bomber:
- 50 kg minbomb m/37
- 50 kg sprängbomb m/42
- 50 kg sprängbomb m/47
- 50 kg brandbomb m/42
- 50 kg lysbomb m/32
- 50 kg Övningsbomb m/40

### Raketer
1946 testades en Saab 18 med raketer för att utveckla raketinstallationer för B 18 och J 21. 8 cm pansarraket m/46 och 15 cm sprängraket m/46 testades. Dessa raketer var gamla brittiska RP-3 modeller från andra världskriget. De hade en båda samma raketmotor men hade olika stridsladdningar. Diametern på motorn var 3 tum (7,62 cm) och kom därför att kallas 8 cm raketer. Båda varianter kom att se tjänst hos J 21A-3 från 1946 varav man köpte in en träningsvariant året därpå. 
Sverige ville utvecklat sina egna raketer och Bofors fick uppdraget att utveckla dessa. Det tog längre tid än väntat att utveckla nya raketer och pansarraket och sprängraket m/46 blev först ersatta som huvudraket 1949. Bofors raket hade en större diameter på raketmotorn (10,3 cm) och kunde montera mycket modernare stridsladdningar som t.ex. en 14,5 cm pansarspränggranat. De kom att kallas 10 cm raketer. Bofors utvecklade även en 18 cm halvpansarraket som skulle användas mot sjömål. Dessa kunde bara monteras i mindre antal då de var mycket tunga.
Samlingsordet för 8 cm och 10 cm raketerna var lätta raketer då de låg i samma viktklass medan 18 cm raketerna kallades tunga raketer.
Lätta raketer:
8 cm raketer:
-  8 cm pansarraket m/46C (Shot, 25 lb., "AP" Mk II)
-  10 cm övningsraket m/47 (Head, 12 lb., "Practice" No. 1 Mk 1)
-  15 cm sprängraket m/46 (Shell, H.E. 60 lb., "SAP" No. 2 Mk I)

10 cm raketer:
-  10,3 cm övningsraket m/49
-  14,5 cm pansarsprängraket m/49
-  14,5 cm pansarsprängraket m/49B
-  15 cm sprängraket m/51
-  15 cm sprängraket m/51A

Tunga raketer:
18 cm raketer
-  18 cm halvpansarraket m/49 (mot sjömål)

Under vingarna på A 21A-3 kunde man montera 8 stycken lätta raketer eller 2 stycken tunga raketer och mellan bommarna kunde man montera ytterligare 2 stycken tunga raketer.

### Fälltankar
Saab 21 kunde kompletteras med fälltankar. 
J 21A-1 och A-2 kunde montera två stycken mindre fälltankar på 160 liter som var formade som halva vattendroppar och fästes under vingarna mellan bommarna och skevrodren. 
A 21A-3 kunde montera två stycken större fälltankar på 400 liter kallade vingspetstankar som fästes på vingspetsarna. Dessa vingtankar ökade A-3s flygtid med upp till 50 %. Trots sitt utseende och namn var dessa vingspetstankarna inte ofarliga. De kunde armeras och fällas som brandbomber. Omkopplaren ställdes från BLIND-ARMERAD till ARMERAD och armerspaken skulle stå kvar på säkrad. Sen var det bara att fälla dem med fällspaken. Det finns ett rykte om att de testades med napalm men detta har inte gått att bevisa.

## Versioner
Totalt producerades 302 individer av Saab 21 av de olika varianterna.
- Frid Wänströms koncept 1 – Första konceptet av J 21 ritades av Frid Wänström i januari 1941. Denna variant var projekterad med en luftkyld stjärnmotor.
- Frid Wänströms koncept 2 – Andra konceptet av J 21. Ritad av Frid Wänström i mars 1941. Denna variant hade en knäckt vinge och planerades med en radmotor av modell DB 601 eller DB 603
- SAAB L-21 – Prototyperna 21001-21003. De skiljde sig från A varianterna genom att ha runda roder. De syns ofta på bilder eller film utan beväpning.
- SAAB 21A-1 (J 21A-1) – Jaktvariant med kombinerad mittvingklaff och kylklaffar för motorns vätske- och oljekylare. Bestyckad med en 20 mm automatkanon m/41A) och fyra 13,2 mm automatkanon m/39 (två i nosen och en i varsin bom).
- SAAB 21A-2 (J 21A-2) – Jaktvariant med separat mittvingklaff och separata kylklaffar för motorns vätske- och oljekylare. Bestyckad med en 20 mm automatkanon m/45 och fyra 13,2 mm automatkanon m/39 (två i nosen och en i varsin bom).
- SAAB 21A-3 (B 21A-3 / A 21A-3) – Attackvariant. Baserad på A-2 med samma fasta beväpning. Hade ett SAAB BT-9 automatiskt dykbombsikte och vapenbalkar för bomber och raketer.
- SAAB 21B (J 21B) – Jaktvariant med kraftigare DB 605E-motor, kraftigare bestyckning och "tear drop"-kabin. Bestyckad med tre 20 mm automatkanon m/45 i nosen. Endast en fullskaleattrapp byggdes.

| Benämning | Antal | Tidsperiod | Typ             | Basering        |
| Sverige   | Antal | Tidsperiod | Typ             | Basering        |
| --------- | ----- | ---------- | --------------- | --------------- |
| Saab 21   | 3     |            |                 |                 |
| J 21A-1   | 54    | 1945–1953  | Jaktflygplan    | F 9, F 12, F 15 |
| J 21A-2   | 124   | 1946–1953  | Jaktflygplan    | F 9, F 12, F 15 |
| B 21A-3   | 119   | 1947–1950  | Dykbombflygplan | F 6, F 7        |
| A 21A-3   | 119   | 1950–1954  | Attackflygplan  | F 7             |
| J 21RA    | 30    | 1949-1951  | Jaktflygplan    | F 10            |
| J 21RB    | 30    | 1950-1951  | Jaktflygplan    | F 10            |
| A 21RA    | 30    | 1950-1953  | Attackflygplan  | F 7, F 17       |
| A 21RB    | 30    | 1950-1956  | Attackflygplan  | F 7, F 17       |

## Galleri

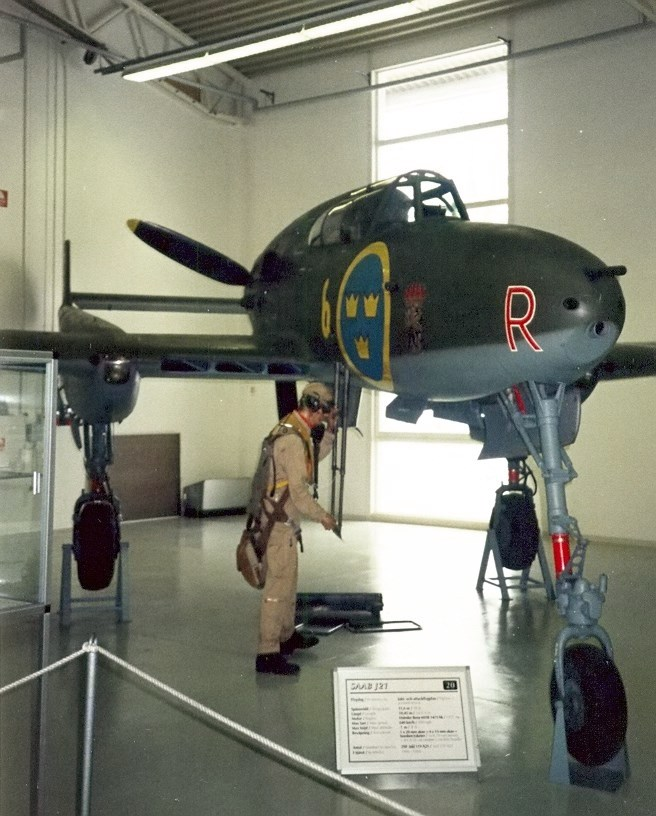
Saab 21A-3
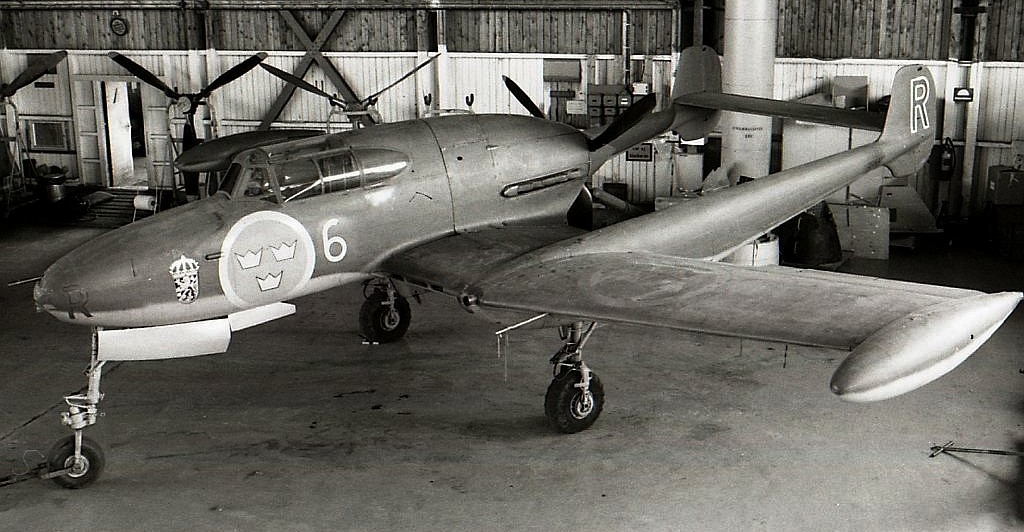
Saab 21A-3